# Île au Sable
Île au Sable är en ö i Kanada.   Den ligger i provinsen Québec, i den östra delen av landet, 1 300 km öster om huvudstaden Ottawa. Arean är 1,8 kvadratkilometer.
Terrängen på Île au Sable är mycket platt. Öns högsta punkt är 33 meter över havet. Den sträcker sig 1,7 kilometer i nord-sydlig riktning, och 1,8 kilometer i öst-västlig riktning.